# Ljudski placentalni laktogen
Ljudski placentalni laktogen (HPL, ljudski horionski somatomamotropin, HCS) je polipeptidni plancentalni hormon. Njegova struktura i funkcija su slični sa ljudskim hormonom rasta. On modifikuje metaboličko stanje majke tokom trudnoće da bi se omogućilo snabdevanje fetusa energijom. HPL ima anti-insulinska svojstva. HPL je hormon koji izlučuju tokom trudnoće sincitiotrofoblasti. Slično ljudskom hormonu rasta, HPL je kodiran genima na hromozomu 17q22-24. On je identifikovan 1963.

## Struktura
HPL molekulska masa je 22.125. On sadrži jedan lanac sa 191 aminokiselinom, koji ima dve disulfidne veze i strukturu koja se sastoji od 8 heliksa. Kristalna struktura je određena do rezolucije od 2.0 Å.

## Literatura
- Speroff L, Glass RH, Kase NG (1999). Clinical gynecologic endocrinology and infertility (Sixth изд.). Hagerstwon, MD: Lippincott Williams & Wilkins.
- „RCSB Protein Data Bank - Structure Summary for 1Z7C - Crystal Structure of Human Placental Lactogen”.
- „Human Chorionic Somatomammotropin Enhancer Function Is Mediated by Cooperative Binding of TEF-1 and CSEF-1 to Multiple, Low-Affinity Binding Sites”. Архивирано из оригинала 05. 07. 2008. г.

## Spoljašnje veze
- Human+Placental+Lactogen на 